# والیبال قهرمانی مردان جهان ۱۹۷۸
والیبال قهرمانی مردان جهان ۱۹۷۸ نهمین دوره از رقابت‌های قهرمانی جهان می‌باشد که از ۲۰ سپتامبر تا ۱ اکتبر ۱۹۷۸ در رم، ایتالیا برگزار گردید.

## تیم‌ها
| گروه A – رم - بلژیک - چین - مصر - ایتالیا | گروه B – برگامو - فنلاند - مکزیک - لهستان - ونزوئلا | گروه C – اودینه - برزیل - فرانسه - اتحاد جماهیر شوروی - تونس |

| گروه D – ونیز - آرژانتین - کوبا - مجارستان - ژاپن | گروه E – پارما - بلغارستان - کانادا - آلمان شرقی - هلند | گروه F – آنکونا - چکسلواکی - رومانی - کرهٔ جنوبی - ایالات متحده آمریکا |

## دور مقدماتی

### گروه A
|      |         |          | مسابقات | مسابقات | ست‌ها | ست‌ها | ست‌ها  | امتیازها | امتیازها | امتیازها |
| رتبه | تیم     | امتیازها | برد     | باخت    | برد  | باخت | نسبت  | برد      | باخت     | نسبت     |
| ---- | ------- | -------- | ------- | ------- | ---- | ---- | ----- | -------- | -------- | -------- |
| ۱    | ایتالیا | ۶        | ۳       | ۰       | ۹    | ۱    | ۹٫۰۰۰ | ۱۴۱      | ۸۴       | ۱٫۶۷۹    |
| ۲    | چین     | ۵        | ۲       | ۱       | ۷    | ۴    | ۱٫۷۵۰ | ۱۴۵      | ۱۱۶      | ۱٫۲۵۰    |
| ۳    | بلژیک   | ۴        | ۱       | ۲       | ۴    | ۸    | ۰٫۵۰۰ | ۱۳۱      | ۱۵۶      | ۰٫۸۴۰    |
| ۴    | مصر     | ۳        | ۰       | ۳       | ۲    | ۹    | ۰٫۲۲۲ | ۹۸       | ۱۵۹      | ۰٫۶۱۶    |

| تاریخ      |         | نتیجه |       | ست ۱  | ست ۲ | ست ۳  | ست ۴  | ست ۵ | مجموع |
| ---------- | ------- | ----- | ----- | ----- | ---- | ----- | ----- | ---- | ----- |
| ۲۰ سپتامبر | ایتالیا | ۳–۰   | بلژیک | ۱۵−۶  | ۱۵−۵ | ۱۵−۱۱ |       |      | ۴۵–۲۲ |
| ۲۰ سپتامبر | چین     | ۳–۰   | مصر   | ۱۵−۱۳ | ۱۵−۶ | ۱۵−۶  |       |      | ۴۵–۲۵ |
| ۲۱ سپتامبر | چین     | ۳–۱   | بلژیک | ۱۵−۱۰ | ۱۵−۶ | ۱۱−۱۵ | ۱۵−۹  |      | ۵۶–۴۰ |
| ۲۱ سپتامبر | ایتالیا | ۳–۰   | مصر   | ۱۵−۵  | ۱۵−۴ | ۱۵−۹  |       |      | ۴۵–۱۸ |
| ۲۲ سپتامبر | بلژیک   | ۳–۲   | مصر   | ۱۷−۱۵ | ۱۵−۱ | ۱۰−۱۵ | ۱۲−۱۵ | ۱۵−۹ | ۶۹−۵۵ |
| ۲۲ سپتامبر | ایتالیا | ۳–۱   | چین   | ۱۵−۸  | ۶−۱۵ | ۱۵−۱۱ | ۱۵−۱۰ |      | ۵۱–۴۴ |

### گروه B
|      |         |          | مسابقات | مسابقات | ست‌ها | ست‌ها | ست‌ها  | امتیازها | امتیازها | امتیازها |
| رتبه | تیم     | امتیازها | برد     | باخت    | برد  | باخت | نسبت  | برد      | باخت     | نسبت     |
| ---- | ------- | -------- | ------- | ------- | ---- | ---- | ----- | -------- | -------- | -------- |
| ۱    | لهستان  | ۶        | ۳       | ۰       | ۹    | ۱    | ۹٫۰۰۰ | ۱۴۸      | ۷۵       | ۱٫۹۷۳    |
| ۲    | مکزیک   | ۵        | ۲       | ۱       | ۶    | ۶    | ۱٫۰۰۰ | ۱۳۵      | ۱۴۴      | ۰٫۹۳۸    |
| ۳    | ونزوئلا | ۴        | ۱       | ۲       | ۴    | ۸    | ۰٫۵۰۰ | ۱۱۹      | ۱۶۶      | ۰٫۷۱۷    |
| ۴    | فنلاند  | ۳        | ۰       | ۳       | ۵    | ۹    | ۰٫۵۵۶ | ۱۶۳      | ۱۸۰      | ۰٫۹۰۶    |

| تاریخ      |         | نتیجه |         | ست ۱  | ست ۲  | ست ۳  | ست ۴  | ست ۵  | مجموع |
| ---------- | ------- | ----- | ------- | ----- | ----- | ----- | ----- | ----- | ----- |
| ۲۰ سپتامبر | مکزیک   | ۳–۱   | ونزوئلا | ۱۵−۱۳ | ۱۵−۶  | ۱۳−۱۵ | ۱۵−۳  |       | ۵۸–۳۷ |
| ۲۰ سپتامبر | لهستان  | ۳–۱   | فنلاند  | ۱۵−۸  | ۱۵−۶  | ۱۳−۱۵ | ۱۵−۹  |       | ۵۸–۳۸ |
| ۲۱ سپتامبر | لهستان  | ۳–۰   | ونزوئلا | ۱۵−۴  | ۱۵−۷  | ۱۵−۱۲ |       |       | ۴۵–۲۳ |
| ۲۱ سپتامبر | مکزیک   | ۳–۲   | فنلاند  | ۹−۱۵  | ۱۵−۱۳ | ۱۵−۹  | ۹−۱۵  | ۱۵−۱۰ | ۶۳−۶۲ |
| ۲۲ سپتامبر | ونزوئلا | ۳–۲   | فنلاند  | ۱۵−۱۱ | ۷−۱۵  | ۷−۱۵  | ۱۵−۱۳ | ۱۵−۹  | ۵۹−۶۳ |
| ۲۲ سپتامبر | لهستان  | ۳–۰   | مکزیک   | ۱۵−۳  | ۱۵−۷  | ۱۵−۴  |       |       | ۴۵–۱۴ |

### گروه C
|      |                    |          | مسابقات | مسابقات | ست‌ها | ست‌ها | ست‌ها  | امتیازها | امتیازها | امتیازها |
| رتبه | تیم                | امتیازها | برد     | باخت    | برد  | باخت | نسبت  | برد      | باخت     | نسبت     |
| ---- | ------------------ | -------- | ------- | ------- | ---- | ---- | ----- | -------- | -------- | -------- |
| ۱    | اتحاد جماهیر شوروی | ۶        | ۳       | ۰       | ۹    | ۱    | ۹٫۰۰۰ | ۱۴۸      | ۷۱       | ۲٫۰۸۵    |
| ۲    | برزیل              | ۵        | ۲       | ۱       | ۷    | ۴    | ۱٫۷۵۰ | ۱۵۱      | ۱۲۵      | ۱٫۲۰۸    |
| ۳    | فرانسه             | ۴        | ۱       | ۲       | ۴    | ۶    | ۰٫۶۶۷ | ۱۰۶      | ۱۲۱      | ۰٫۸۷۶    |
| ۴    | تونس               | ۳        | ۰       | ۳       | ۰    | ۹    | ۰٫۰۰۰ | ۴۷       | ۱۳۵      | ۰٫۳۴۸    |

| تاریخ      |                    | نتیجه |        | ست ۱  | ست ۲  | ست ۳  | ست ۴ | ست ۵ | مجموع |
| ---------- | ------------------ | ----- | ------ | ----- | ----- | ----- | ---- | ---- | ----- |
| ۲۰ سپتامبر | برزیل              | ۳–۰   | تونس   | ۱۵−۱۰ | ۱۵−۲  | ۱۵−۸  |      |      | ۴۵–۲۰ |
| ۲۰ سپتامبر | اتحاد جماهیر شوروی | ۳–۰   | فرانسه | ۱۵−۶  | ۱۵−۶  | ۱۵−۲  |      |      | ۴۵–۱۴ |
| ۲۱ سپتامبر | فرانسه             | ۳–۰   | تونس   | ۱۵−۷  | ۱۵−۴  | ۱۵−۶  |      |      | ۴۵–۱۷ |
| ۲۱ سپتامبر | اتحاد جماهیر شوروی | ۳–۱   | برزیل  | ۱۱−۱۵ | ۱۷−۱۵ | ۱۵−۸  | ۱۵−۹ |      | ۵۸–۴۷ |
| ۲۲ سپتامبر | اتحاد جماهیر شوروی | ۳–۰   | تونس   | ۱۵−۱  | ۱۵−۲  | ۱۵−۷  |      |      | ۴۵–۱۰ |
| ۲۲ سپتامبر | برزیل              | ۳–۱   | فرانسه | ۱۵−۱۱ | ۱۵−۱۳ | ۱۴−۱۶ | ۱۵−۷ |      | ۵۹–۴۷ |

### گروه D
|      |          |          | مسابقات | مسابقات | ست‌ها | ست‌ها | ست‌ها  | امتیازها | امتیازها | امتیازها |
| رتبه | تیم      | امتیازها | برد     | باخت    | برد  | باخت | نسبت  | برد      | باخت     | نسبت     |
| ---- | -------- | -------- | ------- | ------- | ---- | ---- | ----- | -------- | -------- | -------- |
| ۱    | کوبا     | ۶        | ۳       | ۰       | ۹    | ۱    | ۹٫۰۰۰ | ۱۴۷      | ۸۳       | ۱٫۷۷۱    |
| ۲    | ژاپن     | ۵        | ۲       | ۱       | ۷    | ۴    | ۱٫۷۵۰ | ۱۵۰      | ۱۱۰      | ۱٫۳۶۴    |
| ۳    | مجارستان | ۴        | ۱       | ۲       | ۴    | ۶    | ۰٫۶۶۷ | ۹۷       | ۱۲۴      | ۰٫۷۸۲    |
| ۴    | آرژانتین | ۳        | ۰       | ۳       | ۰    | ۹    | ۰٫۰۰۰ | ۵۸       | ۱۳۵      | ۰٫۴۳۰    |

| تاریخ      |          | نتیجه |          | ست ۱  | ست ۲  | ست ۳  | ست ۴  | ست ۵ | مجموع |
| ---------- | -------- | ----- | -------- | ----- | ----- | ----- | ----- | ---- | ----- |
| ۲۰ سپتامبر | کوبا     | ۳–۰   | آرژانتین | ۱۵−۱  | ۱۵−۱۰ | ۱۵−۸  |       |      | ۴۵–۱۹ |
| ۲۰ سپتامبر | ژاپن     | ۳–۱   | مجارستان | ۱۵−۶  | ۱۵−۹  | ۱۲−۱۵ | ۱۵−۶  |      | ۵۷–۳۶ |
| ۲۱ سپتامبر | کوبا     | ۳–۱   | ژاپن     | ۱۱−۱۵ | ۱۶−۱۴ | ۱۵−۷  | ۱۵−۱۲ |      | ۵۷–۴۸ |
| ۲۱ سپتامبر | مجارستان | ۳–۰   | آرژانتین | ۱۵−۶  | ۱۵−۶  | ۱۵−۱۰ |       |      | ۴۵–۲۲ |
| ۲۲ سپتامبر | ژاپن     | ۳–۰   | آرژانتین | ۱۵−۳  | ۱۵−۳  | ۱۵−۱۱ |       |      | ۴۵–۱۷ |
| ۲۲ سپتامبر | کوبا     | ۳–۰   | مجارستان | ۱۵−۱  | ۱۵−۹  | ۱۵−۶  |       |      | ۴۵–۱۶ |

### گروه E
|      |            |          | مسابقات | مسابقات | ست‌ها | ست‌ها | ست‌ها  | امتیازها | امتیازها | امتیازها |
| رتبه | تیم        | امتیازها | برد     | باخت    | برد  | باخت | نسبت  | برد      | باخت     | نسبت     |
| ---- | ---------- | -------- | ------- | ------- | ---- | ---- | ----- | -------- | -------- | -------- |
| ۱    | بلغارستان  | ۶        | ۳       | ۰       | ۹    | ۱    | ۹٫۰۰۰ | ۱۴۶      | ۷۸       | ۱٫۸۷۲    |
| ۲    | آلمان شرقی | ۵        | ۲       | ۱       | ۶    | ۳    | ۲٫۰۰۰ | ۱۰۸      | ۹۳       | ۱٫۱۶۱    |
| ۳    | هلند       | ۴        | ۱       | ۲       | ۳    | ۸    | ۰٫۳۷۵ | ۱۱۱      | ۱۴۵      | ۰٫۷۶۶    |
| ۴    | کانادا     | ۳        | ۰       | ۳       | ۳    | ۹    | ۰٫۳۳۳ | ۱۱۹      | ۱۶۸      | ۰٫۷۰۸    |

| تاریخ      |            | نتیجه |            | ست ۱  | ست ۲  | ست ۳  | ست ۴  | ست ۵ | مجموع |
| ---------- | ---------- | ----- | ---------- | ----- | ----- | ----- | ----- | ---- | ----- |
| ۲۰ سپتامبر | بلغارستان  | ۳–۱   | کانادا     | ۱۱−۱۵ | ۱۵−۱۰ | ۱۵−۵  | ۱۵−۱۰ |      | ۵۶–۴۰ |
| ۲۰ سپتامبر | آلمان شرقی | ۳–۰   | هلند       | ۱۵−۱۱ | ۱۵−۶  | ۱۵−۷  |       |      | ۴۵–۲۴ |
| ۲۱ سپتامبر | آلمان شرقی | ۳–۰   | کانادا     | ۱۵−۴  | ۱۵−۱۱ | ۱۵−۹  |       |      | ۴۵–۲۴ |
| ۲۱ سپتامبر | بلغارستان  | ۳–۰   | هلند       | ۱۵−۵  | ۱۵−۷  | ۱۵−۸  |       |      | ۴۵–۲۰ |
| ۲۲ سپتامبر | هلند       | ۳–۲   | کانادا     | ۹−۱۵  | ۱۳−۱۵ | ۱۵−۱۳ | ۱۵−۴  | ۱۵−۸ | ۶۷−۵۵ |
| ۲۲ سپتامبر | بلغارستان  | ۳–۰   | آلمان شرقی | ۱۵−۸  | ۱۵−۴  | ۱۵−۶  |       |      | ۴۵–۱۸ |

### گروه F
|      |                     |          | مسابقات | مسابقات | ست‌ها | ست‌ها | ست‌ها  | امتیازها | امتیازها | امتیازها |
| رتبه | تیم                 | امتیازها | برد     | باخت    | برد  | باخت | نسبت  | برد      | باخت     | نسبت     |
| ---- | ------------------- | -------- | ------- | ------- | ---- | ---- | ----- | -------- | -------- | -------- |
| ۱    | کرهٔ جنوبی           | ۶        | ۳       | ۰       | ۹    | ۳    | ۳٫۰۰۰ | ۱۷۰      | ۱۲۶      | ۱٫۳۴۹    |
| ۲    | چکسلواکی            | ۵        | ۲       | ۱       | ۸    | ۵    | ۱٫۶۰۰ | ۱۶۶      | ۱۴۹      | ۱٫۱۱۴    |
| ۳    | رومانی              | ۴        | ۱       | ۲       | ۶    | ۶    | ۱٫۰۰۰ | ۱۵۲      | ۱۶۶      | ۰٫۹۱۶    |
| ۴    | ایالات متحده آمریکا | ۳        | ۰       | ۳       | ۰    | ۹    | ۰٫۰۰۰ | ۹۳       | ۱۴۰      | ۰٫۶۶۴    |

| تاریخ      |           | نتیجه |                     | ست ۱  | ست ۲  | ست ۳  | ست ۴  | ست ۵ | مجموع |
| ---------- | --------- | ----- | ------------------- | ----- | ----- | ----- | ----- | ---- | ----- |
| ۲۰ سپتامبر | رومانی    | ۳–۰   | ایالات متحده آمریکا | ۱۷−۱۵ | ۱۵−۸  | ۱۸−۱۶ |       |      | ۵۰–۳۹ |
| ۲۰ سپتامبر | کرهٔ جنوبی | ۳–۲   | چکسلواکی            | ۱۵−۷  | ۸−۱۵  | ۱۵−۱۲ | ۱۲−۱۵ | ۱۵−۵ | ۶۵−۵۴ |
| ۲۱ سپتامبر | چکسلواکی  | ۳–۰   | ایالات متحده آمریکا | ۱۵−۵  | ۱۵−۱۰ | ۱۵−۱۲ |       |      | ۴۵–۲۷ |
| ۲۱ سپتامبر | کرهٔ جنوبی | ۳–۱   | رومانی              | ۱۴−۱۶ | ۱۶−۱۴ | ۱۵−۳  | ۱۵−۱۲ |      | ۶۰–۴۵ |
| ۲۲ سپتامبر | کرهٔ جنوبی | ۳–۰   | ایالات متحده آمریکا | ۱۵−۸  | ۱۵−۱۱ | ۱۵−۸  |       |      | ۴۵–۲۷ |
| ۲۲ سپتامبر | چکسلواکی  | ۳–۲   | رومانی              | ۱۵−۱۱ | ۱۵−۱۲ | ۱۴−۱۶ | ۸−۱۵  | ۱۵−۳ | ۶۷−۵۷ |

## دور دوم

### گروه G
|      |                    |          | مسابقات | مسابقات | ست‌ها | ست‌ها | ست‌ها  | امتیازها | امتیازها | امتیازها |
| رتبه | تیم                | امتیازها | برد     | باخت    | برد  | باخت | نسبت  | برد      | باخت     | نسبت     |
| ---- | ------------------ | -------- | ------- | ------- | ---- | ---- | ----- | -------- | -------- | -------- |
| ۱    | اتحاد جماهیر شوروی | ۱۰       | ۵       | ۰       | ۱۵   | ۳    | ۵٫۰۰۰ | ۲۵۴      | ۱۶۰      | ۱٫۵۸۸    |
| ۲    | ایتالیا            | ۹        | ۴       | ۱       | ۱۲   | ۷    | ۱٫۷۱۴ | ۲۴۹      | ۲۲۴      | ۱٫۱۱۲    |
| ۳    | چین                | ۷        | ۲       | ۳       | ۱۰   | ۱۰   | ۱٫۰۰۰ | ۲۴۴      | ۲۴۴      | ۱٫۰۰۰    |
| ۴    | برزیل              | ۷        | ۲       | ۳       | ۱۰   | ۱۱   | ۰٫۹۰۹ | ۲۷۷      | ۲۶۱      | ۱٫۰۶۱    |
| ۵    | بلغارستان          | ۷        | ۲       | ۳       | ۷    | ۱۱   | ۰٫۶۳۶ | ۱۹۵      | ۲۲۱      | ۰٫۸۸۲    |
| ۶    | آلمان شرقی         | ۵        | ۰       | ۵       | ۳    | ۱۵   | ۰٫۲۰۰ | ۱۵۰      | ۲۵۹      | ۰٫۵۷۹    |

| تاریخ      |                    | نتیجه |            | ست ۱  | ست ۲  | ست ۳  | ست ۴  | ست ۵  | مجموع |
| ---------- | ------------------ | ----- | ---------- | ----- | ----- | ----- | ----- | ----- | ----- |
| ۲۴ سپتامبر | بلغارستان          | ۳–۲   | چین        | ۸−۱۵  | ۱۵−۱۰ | ۱۵−۸  | ۱۴−۱۶ | ۱۵−۱۰ | ۶۷−۵۹ |
| ۲۴ سپتامبر | اتحاد جماهیر شوروی | ۳–۰   | آلمان شرقی | ۱۵−۳  | ۱۵−۷  | ۱۵−۱۱ |       |       | ۴۵–۲۱ |
| ۲۴ سپتامبر | ایتالیا            | ۳–۲   | برزیل      | ۱۴−۱۶ | ۱۵−۱۲ | ۱۰−۱۵ | ۱۵−۱۰ | ۱۷−۱۵ | ۷۱−۶۸ |
| ۲۵ سپتامبر | اتحاد جماهیر شوروی | ۳–۱   | بلغارستان  | ۱۵−۷  | ۱۵−۶  | ۷−۱۵  | ۱۵−۸  |       | ۵۲–۳۶ |
| ۲۵ سپتامبر | چین                | ۳–۱   | برزیل      | ۱۵−۱۰ | ۱۵−۱۳ | ۱۵−۱۷ | ۱۵−۱۳ |       | ۶۰–۵۳ |
| ۲۵ سپتامبر | ایتالیا            | ۳–۱   | آلمان شرقی | ۱۵−۸  | ۱۵−۷  | ۱۵−۱۷ | ۱۵−۵  |       | ۶۰–۳۷ |
| ۲۶ سپتامبر | اتحاد جماهیر شوروی | ۳–۱   | چین        | ۱۵−۸  | ۱۵−۷  | ۹−۱۵  | ۱۵−۶  |       | ۵۴–۳۶ |
| ۲۶ سپتامبر | برزیل              | ۳–۲   | آلمان شرقی | ۱۱−۱۵ | ۱۵−۱۰ | ۱۵−۱۱ | ۸−۱۵  | ۱۵−۴  | ۶۴−۵۵ |
| ۲۶ سپتامبر | ایتالیا            | ۳–۰   | بلغارستان  | ۱۵−۹  | ۱۵−۶  | ۱۷−۱۵ |       |       | ۴۷–۳۰ |
| ۲۷ سپتامبر | چین                | ۳–۰   | آلمان شرقی | ۱۵−۵  | ۱۵−۳  | ۱۵−۱۱ |       |       | ۴۵–۱۹ |
| ۲۷ سپتامبر | برزیل              | ۳–۰   | بلغارستان  | ۱۵−۳  | ۱۵−۷  | ۱۵−۷  |       |       | ۴۵–۱۷ |
| ۲۷ سپتامبر | اتحاد جماهیر شوروی | ۳–۰   | ایتالیا    | ۱۵−۱۱ | ۱۵−۶  | ۱۵−۳  |       |       | ۴۵–۲۰ |

### گروه H
|      |           |          | مسابقات | مسابقات | ست‌ها | ست‌ها | ست‌ها  | امتیازها | امتیازها | امتیازها |
| رتبه | تیم       | امتیازها | برد     | باخت    | برد  | باخت | نسبت  | برد      | باخت     | نسبت     |
| ---- | --------- | -------- | ------- | ------- | ---- | ---- | ----- | -------- | -------- | -------- |
| ۱    | کوبا      | ۱۰       | ۵       | ۰       | ۱۵   | ۵    | ۳٫۰۰۰ | ۲۸۳      | ۲۱۳      | ۱٫۳۲۹    |
| ۲    | کرهٔ جنوبی | ۸        | ۳       | ۲       | ۱۲   | ۹    | ۱٫۳۳۳ | ۲۶۶      | ۲۴۹      | ۱٫۰۶۸    |
| ۳    | لهستان    | ۸        | ۳       | ۲       | ۱۰   | ۹    | ۱٫۱۱۱ | ۲۲۹      | ۲۲۱      | ۱٫۰۳۶    |
| ۴    | چکسلواکی  | ۷        | ۲       | ۳       | ۱۱   | ۹    | ۱٫۲۲۲ | ۲۴۱      | ۲۲۷      | ۱٫۰۶۲    |
| ۵    | ژاپن      | ۷        | ۲       | ۳       | ۹    | ۱۰   | ۰٫۹۰۰ | ۲۴۰      | ۲۲۲      | ۱٫۰۸۱    |
| ۶    | مکزیک     | ۵        | ۰       | ۵       | ۰    | ۱۵   | ۰٫۰۰۰ | ۹۸       | ۲۲۵      | ۰٫۴۳۶    |

| تاریخ      |           | نتیجه |           | ست ۱  | ست ۲  | ست ۳  | ست ۴  | ست ۵  | مجموع |
| ---------- | --------- | ----- | --------- | ----- | ----- | ----- | ----- | ----- | ----- |
| ۲۴ سپتامبر | کرهٔ جنوبی | ۳–۰   | مکزیک     | ۱۵−۸  | ۱۵−۷  | ۱۵−۷  |       |       | ۴۵–۲۲ |
| ۲۴ سپتامبر | کوبا      | ۳–۲   | چکسلواکی  | ۱۵−۸  | ۷−۱۵  | ۱۵−۳  | ۱۳−۱۵ | ۱۵−۱۰ | ۶۵−۵۱ |
| ۲۴ سپتامبر | لهستان    | ۳–۲   | ژاپن      | ۱۳−۱۵ | ۱۵−۱۲ | ۵−۱۵  | ۱۵−۱۰ | ۱۵−۹  | ۶۳−۶۱ |
| ۲۵ سپتامبر | لهستان    | ۳–۱   | چکسلواکی  | ۱۵−۹  | ۳−۱۵  | ۱۵−۱۰ | ۱۵−۱۰ |       | ۴۸–۴۴ |
| ۲۵ سپتامبر | ژاپن      | ۳–۰   | مکزیک     | ۱۵−۶  | ۱۵−۳  | ۱۵−۱۲ |       |       | ۴۵–۲۱ |
| ۲۵ سپتامبر | کوبا      | ۳–۲   | کرهٔ جنوبی | ۱۷−۱۵ | ۱۲−۱۵ | ۱۵−۱۳ | ۱۲−۱۵ | ۱۵−۷  | ۷۱−۶۵ |
| ۲۶ سپتامبر | چکسلواکی  | ۳–۰   | ژاپن      | ۱۵−۹  | ۱۵−۶  | ۱۷−۱۵ |       |       | ۴۷–۳۰ |
| ۲۶ سپتامبر | کوبا      | ۳–۰   | مکزیک     | ۱۵−۹  | ۱۵−۲  | ۱۵−۱۱ |       |       | ۴۵–۲۲ |
| ۲۶ سپتامبر | کرهٔ جنوبی | ۳–۱   | لهستان    | ۱۵−۷  | ۱۱−۱۵ | ۱۶−۱۴ | ۱۵−۱۰ |       | ۵۷–۴۶ |
| ۲۷ سپتامبر | چکسلواکی  | ۳–۰   | مکزیک     | ۱۵−۴  | ۱۵−۱۳ | ۱۵−۲  |       |       | ۴۵–۱۹ |
| ۲۷ سپتامبر | کوبا      | ۳–۰   | لهستان    | ۱۵−۸  | ۱۵−۱۰ | ۱۵−۹  |       |       | ۴۵–۲۷ |
| ۲۷ سپتامبر | ژاپن      | ۳–۱   | کرهٔ جنوبی | ۱۵−۴  | ۱۵−۹  | ۱۱−۱۵ | ۱۵−۶  |       | ۵۶–۳۴ |

## دور نهایی

### رده‌بندی نهم تا دوازدهم
|  | مکان نهم تا دوازدهم | مکان نهم تا دوازدهم |   |         | مکان نهم    | مکان نهم |  |
|  |                     |                     |   |         |             |          |  |
|  | ۳۰ سپتامبر          |                     |   |         |             |          |  |
|  | بلغارستان           | ۳                   |   |         |             |          |  |
|  | مکزیک               | ۲                   |   |         |             |          |  |
|  |                     |                     |   |         |             |          |  |
|  |                     |                     |   |         | ۱ اکتبر     |          |  |
|  |                     |                     |   |         | بلغارستان   | ۱        |  |
|  |                     | آلمان شرقی          | ۳ |         |             |          |  |
|  |                     |                     |   |         |             |          |  |
|  |                     |                     |   |         |             |          |  |
|  |                     |                     |   |         | مکان یازدهم |          |  |
|  | ۳۰ سپتامبر          | ۳۰ سپتامبر          |   | ۱ اکتبر | ۱ اکتبر     |          |  |
|  | ژاپن                | ۱                   |   | مکزیک   | ۱           |          |  |
|  | آلمان شرقی          | ۳                   |   |         | ژاپن        | ۳        |  |

### رده‌بندی پنجم تا هشتم
|  | مکان پنجم تا هشتم | مکان پنجم تا هشتم |   |         | مکان پنجم | مکان پنجم |  |
|  |                   |                   |   |         |           |           |  |
|  | ۳۰ سپتامبر        |                   |   |         |           |           |  |
|  | چین               | ۱                 |   |         |           |           |  |
|  | چکسلواکی          | ۳                 |   |         |           |           |  |
|  |                   |                   |   |         |           |           |  |
|  |                   |                   |   |         | ۱ اکتبر   |           |  |
|  |                   |                   |   |         | چکسلواکی  | ۳         |  |
|  |                   | برزیل             | ۲ |         |           |           |  |
|  |                   |                   |   |         |           |           |  |
|  |                   |                   |   |         |           |           |  |
|  |                   |                   |   |         | مکان هفتم |           |  |
|  | ۳۰ سپتامبر        | ۳۰ سپتامبر        |   | ۱ اکتبر | ۱ اکتبر   |           |  |
|  | لهستان            | ۰                 |   | چین     | ۳         |           |  |
|  | برزیل             | ۳                 |   |         | لهستان    | ۲         |  |

### چهار تیم نهایی
|  | نیمه‌نهایی‌ها        | نیمه‌نهایی‌ها        |   |         | نهایی     | نهایی |  |
|  |                    |                    |   |         |           |       |  |
|  | ۳۰ سپتامبر         |                    |   |         |           |       |  |
|  | کوبا               | ۱                  |   |         |           |       |  |
|  | ایتالیا            | ۳                  |   |         |           |       |  |
|  |                    |                    |   |         |           |       |  |
|  |                    |                    |   |         | ۱ اکتبر   |       |  |
|  |                    |                    |   |         | ایتالیا   | ۰     |  |
|  |                    | اتحاد جماهیر شوروی | ۳ |         |           |       |  |
|  |                    |                    |   |         |           |       |  |
|  |                    |                    |   |         |           |       |  |
|  |                    |                    |   |         | مکان سوم  |       |  |
|  | ۳۰ سپتامبر         | ۳۰ سپتامبر         |   | ۱ اکتبر | ۱ اکتبر   |       |  |
|  | اتحاد جماهیر شوروی | ۳                  |   | کوبا    | ۳         |       |  |
|  | کرهٔ جنوبی          | ۰                  |   |         | کرهٔ جنوبی | ۱     |  |

## رده‌بندی نهایی
| 1. اتحاد جماهیر شوروی 2. ایتالیا 3. کوبا 4. کرهٔ جنوبی 5. چکسلواکی 6. برزیل 7. چین 8. لهستان 9. آلمان شرقی 10. بلغارستان 11. ژاپن 12. مکزیک 13. رومانی 14. مجارستان 15. فرانسه 16. هلند 17. فنلاند 18. بلژیک 19. ایالات متحده آمریکا 20. کانادا 21. ونزوئلا 22. آرژانتین 23. مصر 24. تونس | \| قهرمان مردان جهان ۱۹۷۸ \| \| ----------------------------------- \| \| · اتحاد جماهیر شوروی · پنجمین عنوان \| |
| قهرمان مردان جهان ۱۹۷۸ | |
| · اتحاد جماهیر شوروی · پنجمین عنوان | |